# Frederic Eckhard
 (juillet 2018).
Pour les articles homonymes, voir Eckhard.
Frederic Eckhard, né le 20 avril 1943, est un journaliste américain.

## Biographie

### Carrière
Il a été porte-parole de Kofi Annan, alors secrétaire général des Nations unies, de 1997 à 2005.

## Décorations
- Chevalier de la Légion d'honneur[2]